# دراگوستین
دراگوستین (به بلغاری: Dragostin) یک منطقهٔ مسکونی در بلغارستان است که در شهرستان گوتسه دلچو واقع شده‌است.